# Distrito de Santa Cruz (Huaylas)
El distrito de Santa Cruz es uno de los diez que conforman la provincia de Huaylas ubicada en el departamento de Áncash en el Perú.

## Historia
El distrito fue creado mediante Ley n.° 10207 del 10 de julio de 1945, en el primer gobierno del Presidente Manuel Prado Ugarteche.

## Geografía
Tiene una superficie de 359 km².

## Autoridades

### Municipales
- 2023-2026[4]
  - Alcalde: Sr. Ampelio Inocente Chavez Crispin.